# Paullinia mariae
Paullinia mariae är en kinesträdsväxtart som beskrevs av Macbride. Paullinia mariae ingår i släktet Paullinia och familjen kinesträdsväxter. Inga underarter finns listade i Catalogue of Life.